# 電通ミュージック・アンド・エンタテインメント
株式会社電通ミュージック・アンド・エンタテインメント（でんつうミュージック・アンド・エンタテインメント、略称: DME）は、日本の音楽出版社。
株式会社電通の100％出資を受け、楽曲の権利事業を行ってきた株式会社電通音楽出版が2002年に社名変更し、同時に電通・エンタテイメント事業局音楽事業部が行ってきた事業も引き継ぎ、主に音楽出版権の管理業務やCM音楽タイアップのコーディネート、音楽キャンペーンのプランニング業務、アーティスト関連のイベントへの協賛事業を行っている。
資本金も1000万円から3億5000万円に増資される。
最近では、電通グループという特性を生かしたタイアップ獲得と同時に音楽出版権の獲得、新人アーティストの発掘＆育成・原盤制作などが目立ち、その例としてシンガーのAIなどが挙げられている。
ユニバーサルミュージック移籍後のAIのツアーに纏わる資金は同社がバックアップし、タイアップなども獲得し、音楽出版権をレコード会社やマネージメント会社とシェアする形をとっている（通常はレコード会社やマネージメント会社のみ）
ここ数年CDの売れ行き不振などの理由で、各レコード会社はより積極的にCMタイアップを推進しているが、音楽業界と広告業界との相乗効果を図るマッチングビジネスを独自の情報網を駆使し展開している。もちろんCM音楽関係だけではなく、イベント出資やインディペンデント映画作品への出資なども行っており、業務の幅を積極的に広げつつある。
ホームページ掲載以外にも多くの音楽出版権を持っており、1000曲以上にのぼる。